# フィルス・ピッグ
『フィルス・ピッグ』 (Filth Pig)は、ミニストリーが1996年1月30日に発表した6作目のアルバムである。
ワーナー・ブラザース・レコードからリリースされた。

## 解説
前作『ΚΕΦΑΛΗΞΘ‐詩篇69‐』でインダストリアル・メタルの1つの到達点を示したミニストリーであったが、今作ではそれまで彼らの楽曲の特徴であった打ち込みやサンプリングは用いられず、生演奏が中心となっている（「ザ・フォール」におけるピアノの導入など）。また楽曲のテンポも、当時の流行であったグランジや、ドゥームメタルを連想させるスローなものへと変化した。そのため、前作のような路線を期待するファンからは不評であった。
「レイ・レイディ・レイ」は、ボブ・ディランのカヴァー。
「リロード」、「ザ・フォール」、「レイ・レイディ・レイ」がシングルカットされた。

## 収録曲
1. リロード - "Reload" - 2:25
2. フィルス・ピッグ - "Filth Pig" - 6:19
3. ラーヴァ - "Lava" - 6:30
4. クラムス - "Crumbs" - 4:15
5. ユースレス - "Useless" - 5:55
6. デッド・ガイ - "Dead Guy" - 5:14
7. ゲーム・ショウ - "Game Show" - 7:45
8. ザ・フォール - "The Fall" - 4:54
9. レイ・レイディ・レイ - "Lay Lady Lay" - 5:44
10. ブリック・ウィンドウズ - "Brick Windows" - 5:23

## 参加ミュージシャン
- アル・ジュールゲンセン （英語版） (Alain David Jourgensen) – ボーカル、ギター、キーボード、マンドリン、ハーモニカ、ピアノ、スティール・ギター、プロダクション
- ポール・バーカー （英語版） (Paul Barker) – ベースギター、ボーカル (#5)、プログラミング、プロダクション
- レイ・ウォシャム （英語版） (Rey Washam) – ドラム (#4、6、7、9)
- ウィリアム・リーフリン (William_Rieflin) – ドラム (#1-3、5)
- マイク・スカシア （英語版） (Mike Scaccia) – ギター
- ルイス・スヴィテク （英語版）Louis Svitek – ギター
- Esther Nevarez – ボーカル (#5)
- Stella Katsoudas  – ボーカル (#5)
- Duane Buford  – プログラミング
- Michael Balch – プログラミング (#8)
- Zlatko Hukic  –エンジニアリング
- Brad Kopplin – エンジニアリング
- Bill Garcelon – エンジニアリング
- Jamie Duffy –エンジニアリング
- Matt Gibson – エンジニアリング
- Ed Tinley – エンジニアリング
- Whitney O'Keefe – エンジニアリング